# Chlumětín
Chlumětín (in tedesco Chlumietin) è un comune ceco situato nel distretto di Žďár nad Sázavou, nella regione di Vysočina.